# Giacinto de Popoli
Giacinto de Popoli (né en 1631 à Orta di Atella, en Campanie, et mort en 1682 dans cette même ville) était un peintre italien baroque du XVIIe siècle qui a été actif principalement dans les environs de sa ville natale.

## Biographie
Giacinto de Popoli a été l'élève de Massimo Stanzione.

## Œuvres

## Sources
- (en) Cet article est partiellement ou en totalité issu de l’article de Wikipédia en anglais intitulé « Giacinto de Popoli » (voir la liste des auteurs).